# 하르트비히 뢰거

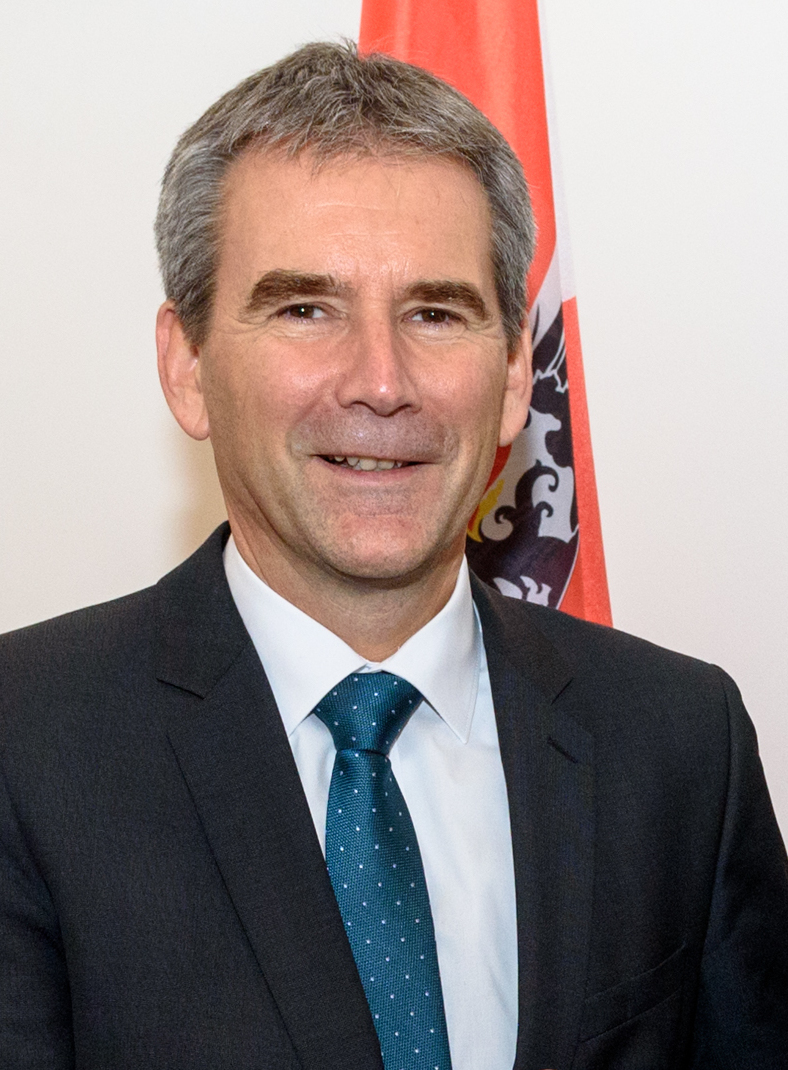
하르트비히 뢰거

하르트비히 뢰거(독일어: Hartwig Löger, 1965년 7월 15일 오스트리아 슈타이어마르크주 젤츠탈(Selzthal) ~ )는 오스트리아의 기업인 출신 정치인으로, 총리직을 대행했었다.
2011년부터 2017년까지 UNIQA 오스트리아(UNIQA Austria)의 CEO를 지냈으며, 이후 재무장관을 역임했다. 2019년 5월 22일 신임 부총리로 지명되었으며, 5월 29일에 오스트리아 의회의 불신임 가결로 사퇴한 세바스티안 쿠르츠 총리의 뒤를 이어 임시 총리로 지명되었다.